# Perus historia

Inkans expansion (1438–1525)

Den här artikeln behandlar Perus historia.

## Förhistorisk tid
De första människorna invandrade från Asien på landbryggan över Berings sund till Sydamerika för cirka 10000 år sedan. De äldsta arkeologiska fynden i Peru dateras till mellan 7000 och 10000 år sedan och är fynd från jägare- och samlarfolk. 
Med tiden utvecklades högkulturer på Mellan- och Sydamerikas västkust (Mexikos Mayakulturen, Chibcha och Inka). Högkulturerna i Mexiko och Peru brukar ibland kallas för majskulturer, då man kände till odlingen av majs.

## Inkariket och tiden före
I det antika Peru fanns flera stora civilisationer, varav den mest kända är Inka. 
Andra exempel är Chavin, Paracas, Nasca, Mochica, Tiahuanaco, Wari, Chincha, Chimu, Collowa, Chanca). Kulturerna bildar ett komplext mönster i tid och rum.
Som exempel på arkeologiska fynd och byggnadsverk från äldre tider kan nämnas till exempel Chavin de Huantar (Chavin), Nekropolis i Paracas (Paracas), de berömda Nascalinjerna mellan Nasca och Palpa (Nasca), Solporten vid Titicacasjön (Tiahuanaco), den stora staden Chan Chan (Trujillo) byggd i adobe (Chimu), Paramongatemplet (Chimu), El Señor de Sipan (Moche), Pachacámac (Wari-Inka), Sacsayhuaman och Soltemplet i Cusco (Inka) samt Machu Picchu (Inka).
En grov uppställning i tidsordning ger följande:
- samlarfolk 8000 f.Kr
- början till jordbruk 6000 f.Kr
- för-keramiska kulturer 4000 f.Kr (exempel Supe-Caral, 2600 f.Kr, den första kända civilisationen i Nya Världen)
- Chavin 1000 f.Kr
- Warikulturen 700 e.Kr
- början till territoriebildningar och konfederationer
- Inkarikets historia börjar 1438, då folket i Cusco besegrade Chancafolket
- Conquistadorernas ankomst 1532
- Republiken Peru utropas 1821

## Conquistadorerna
Från staden Cusco i inlandet härskade före de spanska conquistadorernas intåg 1533 Inkan över ett välde som spände från nuvarande Chile och Bolivia till Peru och Ecuador. Indianerna är fortfarande i majoritet i landet, och Quechua samt Aymara är indianstammar som räknar sina anor till inkariket.
Landet erövrades av conquistadorerna under ledning av Francisco Pizarro i en tid av söndring. Den tidigare inkan Huayna Cápac hade dött, förmodligen i någon smittsam sjukdom som spanjorerna fört med sig och som raskt spritts över kontinenten efter spanjorernas första landstigning några år tidigare. På sin dödsbädd hade inkan utsett sin son Atahualpa till arvtagare vilket slutligen ledde till stridigheter mellan honom och halvbrodern Huáscar. Ledningen av landet kom därför att kraftigt försvagas och spanjorernas erövring underlättas. Spanjorerna tog också hjälp av folkstammar som låg i konflikt med inkafolket.

## Vicekungadömet Peru
Området var från 1533 till 1824 spanskt vicekungadöme.

## Moderna Peru

### 1821–
Efter en självständighetskamp mot Spanien som varade flera år och även berörde andra länder i Sydamerika blev Peru självständigt. Lördagen den 28 juli år 1821 utropades Perus självständighet av argentinaren Jose San Martin.
En annan frihetshjälte var Simón Bolívar, född i Venezuela. Han fortsatte kampen mot de kvarvarande spanjorerna, till dess de sista styrkorna besegrades i slaget vid Ayacucho den 9 december 1824.
Den förste folkvalde presidenten kom dock inte till makten förrän 1827. 
Från 1836 till 1839 var Peru och Bolivia förenade i den Peru-Bolivianska konfederationen som dock upplöstes efter en väpnad konflikt med Chile och Argentina. Under dessa år rådde politisk oro och med armén som en viktig politisk makt.
Mellan 1879 och 1883 hade Peru och Bolivia återigen en allians och kämpade mot Chile i Stillahavskrigen. Efter krigen (och med förlusten av provinsen Tarapaca) blev det politisk stabilitet i början av 1900-talet; intill dess att diktatorn Augusto Leguia kom till makten.

### 1960–1980
Från slutet av 1960-talet och under 1970-talet styrdes Peru av militären, men 1980 infördes parlamentariskt styre under ledning av president Fernando Belaúnde Terry, men med visst fortsatt stöd i bakgrunden av militären.

### 1980–
År 1980 inledde den maoistiska gerillarörelsen Sendero Luminoso ("den lysande stigen", grundad 1978), en kampanj med upprepade terrorattentat mot människor och egendom. Striderna som destabiliserade hela landet och försvagade ekonomin blev allt intensivare, och nådde med bombdåd även till huvudstaden Lima. Basen för gerillarörelsen var provinsen Ayachucho. Rörelsen sökte stöd bland befolkningen i Ayacucho, vilket till en början hade viss framgång, främst på grund av att den peruanska landsbygden under många årtionden varit eftersatt och den politiska makten främst inriktat sina insatser på städerna och dess befolkning. Men efter några år var situationen ohållbar med anfall mot myndighetspersoner, polismyndigheter och även mot landsbygdsbefolkningen.
I kampen mot terroristerna användes militära styrkor och striderna under de följande åren kom att bli blodiga med övergrepp från båda sidor.
Den ekonomiska krisen och verkan av de ständiga terroristhandlingarna försvagade kraftigt landets utveckling. I mitten av 1980-talet ställdes hoppet till den unge och karismatiske presidenten Alan García Pérez. För att förbättra landets ekonomi minskade han betalningarna av utlandsskulden, vilket på kort sikt förbättrade situationen men sedan gav upphov till en hyperinflation som nådde 7000 procent per år. Mot slutet av 1988 genomgick landet en allvarlig ekonomisk kris.
År 1990 valdes Alberto Fujimori till president och under 1990-talet förbättrades Perus ekonomi något. I april 1992 gjorde presidenten statskupp och upplöste parlamentet i ett försök att rekonstruera staten och stabilisera det ekonomiska läget. Statskuppen fördömdes internationellt men president Fujimori hade räknat med militärens stöd och kunde också sitta kvar. Under Fujimoris ledning intensifierades kampen mot terrorismen och man nådde visst resultat genom tillfångatagandet 1992 av ledaren Abimael Guzmán Reynoso. Flera andra av rörelsens aktivister fängslades under de närmast följande åren. Sendero Luminoso är fortfarande närvarande i några av provinserna men med försvagad styrka, och utför begränsade väpnade aktioner då och då.  
Som ett resultat av gerillans aktiviteter beräknar man att mer än 30 000 människor dödats och ekonomiska värden förstörts för 20 000 miljoner dollar.
Fujimori försökte genom ekonomiska "chockåtgärder" stabilisera ekonomin, och utlovade samtidigt stöd till de ekonomiskt mest behövande, men litet av den hjälpen kom till utförande. Många statliga företag fördes över till privat ägo för att minska det statliga engagemanget. Trots ett ökat missnöje med hans regim omvaldes han 2000, men avsattes senare samma år på grund av korruptionsskandaler. Nya val hölls 2001 och medförde att Alejandro Toledo blev ny regeringschef och president. Under tiden fram till valet leddes landet av en övergångsregering under president Valentin Paniagua Corazao.
Under Paniaguas tid tillsattes en sannings- och försoningskommission för att utreda brott mot mänskliga rättigheterna som ägt rum under tiden 1980–2000 i Peru. I kommissionen deltog företrädare för de mänskliga rättigheterna, religiösa ledare och tidigare militärer.
Den 28 juli 2006 valdes den tidigare presidenten Alan García åter till landets president. Han vann 2006 års valkampanj efter att besegrat Ollanta Humala i en andra valomgång. Efter fem år var det Humalas tur att vara Perus president.  I juni 2011  segrade Ollanta Humala i den andra omgången av presidentvalet i Peru.Tidigare radikal vänsterman inom militären, Ollanta Humala, blev  Perus nya president i juli 2011. Hans nya ministerkabinett  ingick även Perus allra första svarta minister, kulturminister Susana Barca, tidigare sångerska.
I juni 2016 vann högerkandidaten Pedro Pablo Kuczynski (ofta kallad PPK).  Presidentvalet i Peru var ytterst jämnt.  Kuczynski vann i andra valomgången med mycket knapp marginal före center-högerkandidaten Keiko Fujimori som är dotter till den fängslade ex-presidenten (1990-2000) Alberto Fujimori. Vicepresident Martín Vizcarra tog över makten i mars 2018 när Perus president Pedro Pablo Kuczynski åtalades för korruption och avgick.
i juli 2021 blev vänsterpolitikern och grundskolläraren Pedro Castillo Perus nya president. Det dröjde över sex veckor efter valet innan Castillo till slut kunde utropas till segrare, med endast 44 000 fler röster än högerrivalen Keiko Fujimori i den andra valomgången. Perus nya president Pedro Castillo gjorde sig ett namn 2017 då han ledde en lärarstrejk som omfattade flera regioner och pågick i 75 dagar. Castillo, företrädande det socialistiska partiet Perú Libre (Fria Peru), tog  flest röster i den första valomgången i april 2021.
De fyra folkvalda presidenterna närmast före Pedro Castillo har alla anklagats för inblandning den största korruptionsskandalen hittills i Latinamerika. Alejandro Toledo (president 2001–2006) har gripits i USA sedan han begärts utlämnad medan Alan García (2006–2011) begick självmord när polisen kom för att gripa honom. Ollanta Humala (2011–2016) och Pedro Pablo Kuczynski (2016–2018) är båda åtalade och sitter i häkte eller är villkorligt på fri fot.